# Социальная роль
Социальная роль — образец поведения человека, который общество признает целесообразным для обладателя данного статуса.
Социальная роль — это совокупность действий, которые должен выполнить человек, занимающий данный статус. Человек должен выполнять те или иные материальные ценности в социальной системе.
Это модель поведения человека, объективно заданная социальной позицией личности в системе социальных, общественных и личных отношений. Другими словами, социальная роль — «поведение, которое ожидается от человека, занимающего определённый статус». Современное общество требует от индивида постоянной смены модели поведения для выполнения конкретных ролей. В связи с этим такие неомарксисты и неофрейдисты, как Т. Адорно, К. Хорни и другие в своих работах сделали парадоксальный вывод: «нормальная» личность современного общества — это невротик. Более того, в современном обществе широкое распространение получили ролевые конфликты, возникающие в ситуациях, когда от индивида требуется одновременное выполнение нескольких ролей с противоречивыми требованиями.
Ирвинг Гофман в своих исследованиях ритуалов взаимодействия, принимая и развивая базовую театральную метафору, обращал внимание не столько на ролевые предписания и пассивное следование им, сколько на сами процессы активного конструирования и поддержания «внешнего вида» в ходе коммуникации, на зоны неопределённости и двусмысленности во взаимодействии, ошибки в поведении партнёров.
Понятие «социальная роль» было предложено независимо друг от друга американскими социологами Р. Линтоном и Дж. Мидом в 1930-х годах, причём первый трактовал понятие «социальная роль» как единицу общественной структуры, описываемой в виде заданной человеку системы норм, второй — в плане непосредственного взаимодействия людей, «ролевой игры», в ходе которой, благодаря тому, что человек представляет себя в роли другого, происходит усвоение социальных норм и формируется социальное в личности. Линтоновское определение социальной роли как «динамического аспекта статуса» закрепилось в структурном функционализме и разрабатывалось Т. Парсонсом, А. Радклифф-Брауном, Р. Мертоном. Идеи Мида получили развитие в интеракционистской социологии и психологии. При всех различиях оба этих подхода объединяет представление о социальной роли как об узловой точке, в которой смыкаются индивид и общество, индивидуальное поведение превращается в социальное, а индивидуальные свойства и наклонности людей сопоставляются с бытующими в обществе нормативными установками, в зависимости от чего происходит отбор людей на те или иные социальные роли. В действительности ролевые ожидания никогда не бывают однозначными. Кроме того, человек часто попадает в ситуацию ролевого конфликта, когда его разные социальные роли оказываются плохо совместимыми.

## Виды социальных ролей в обществе
Виды социальных ролей определяются разнообразием социальных групп, видов деятельности и отношений, в которые включена личность. В зависимости от общественных отношений выделяют социальные и межличностные социальные роли.
- Социальные роли связаны с социальным статусом, профессией или видом деятельности (учитель, ученик, студент, продавец). Это стандартизированные безличные роли, строящиеся на основе прав и обязанностей, независимо от того, кто эти роли исполняет. Выделяют социально-демографические роли: муж, жена, дочь, сын, внук… Мужчина и женщина — это тоже социальные роли, предполагающие специфические способы поведения, закреплённые общественными нормами, обычаями.
- Межличностные роли связаны с межличностными отношениями, которые регулируются на эмоциональном уровне (лидер, обиженный, пренебрегаемый, кумир семьи, любимый и т. д.).

В жизни, в межличностных отношениях, каждый человек выступает в какой-то доминирующей социальной роли, своеобразном социальном амплуа как наиболее типичном индивидуальном образе, привычном для окружающих. Изменить привычный образ крайне тяжело как для самого человека, так и для восприятия окружающих его людей. Чем более длительный период времени существует группа, тем привычнее становятся для окружающих доминирующие социальные роли каждого участника группы и тем сложнее изменить привычный для окружающих стереотип поведения.

## Характеристики социальных ролей
Основные характеристики социальной роли выделены американским социологом Толкоттом Парсонсом. Он предложил следующие 5 характеристик любой роли:
- По масштабу. Часть ролей может быть строго ограничена, в то время как другая — размыта.
- По степени выраженности эмоциональности. Некоторые роли различаются по эмоциональной окраске (врач-хирург & мать ребенка)
- По способу получения. Роли делятся на предписанные и завоеванные (еще их называют достигаемыми).
- По степени формализации. Деятельность может протекать как в строго установленных рамках, так и произвольно.
- По видам мотивации. В качестве мотивации могут выступать личная прибыль, общественное благо и т. д.

Масштаб роли зависит от диапазона межличностных отношений. Чем больше диапазон, тем больше масштаб. Так, например, социальные роли супругов имеют очень большой масштаб, поскольку между мужем и женой устанавливается широчайший диапазон отношений. С одной стороны, это отношения межличностные, базирующиеся на многообразии чувств и эмоций; с другой — отношения регулируются нормативными актами и в определённом смысле являются формальными. Участники данного социального взаимодействия интересуются самыми разными сторонами жизни друг друга, их отношения практически не ограничены. В других случаях, когда отношения строго определяются социальными ролями (например, отношения продавца и покупателя), взаимодействие может осуществляться только по конкретному поводу (в данном случае — покупки). Здесь масштаб роли сводится к узкому кругу специфических вопросов и является небольшим.
Способ получения роли зависит от того, насколько неизбежной является данная роль для человека. Так, роли молодого человека, старика, мужчины, женщины автоматически определяются возрастом и полом человека и не требуют особых усилий для их приобретения. Здесь может быть только проблема соответствия своей роли, которая уже существует как данность. Другие роли достигаются или даже завоевываются в процессе жизни человека и в результате целенаправленных специальных усилий. Например, роль студента, научного сотрудника, профессора и т. д. Это практически все роли, связанные с профессией и любыми достижениями человека.
Формализация как описательная характеристика социальной роли определяется спецификой межличностных отношений носителя данной роли. Одни роли предполагают установление только формальных отношений между людьми с жёсткой регламентацией правил поведения; другие, напротив, — только неформальных; третьи могут сочетать в себе как формальные, так и неформальные отношения. Очевидно, что отношения представителя ГИБДД с нарушителем правил дорожного движения должны определяться формальными правилами, а отношения между близкими людьми — чувствами. Формальные отношения часто сопровождаются неформальными, в которых проявляется эмоциональность, ведь человек, воспринимая и оценивая другого, проявляет к нему симпатию либо антипатию. Это происходит, когда люди взаимодействуют некоторое время и отношения становятся относительно устойчивыми.
Мотивация зависит от потребностей и мотивов человека. Разные роли обусловлены различными мотивами. Родители, заботясь о благе своего ребёнка, руководствуются прежде всего чувством любви и заботы; руководитель трудится во имя дела и т. д.

## Ролевые конфликты
Ролевые конфликты возникают при невыполнении обязанностей роли в силу субъективных причин (нежелание, неумение).